# شهرستان زوویون
شهرستان زوویون (به لاتین: Zuoyun County) یک منطقهٔ مسکونی در چین است که در داتونگ واقع شده‌است. شهرستان زوویون ۱٬۳۱۴ کیلومتر مربع مساحت و ۱۵۸٬۱۴۸ نفر جمعیت دارد.